# BLUE COMPASS
『BLUE COMPASS』（ブルー・コンパス）は、日本の声優・歌手である水瀬いのりの2枚目のオリジナルアルバム。2018年5月23日にKING AMUSEMENT CREATIVEから発売された。
本作は2018年6月から7月にかけて開催された、水瀬の1stライブツアー『Inori Minase LIVE TOUR 2018 BLUE COMPASS』に向けて制作されたアルバムである。販売形態は初回限定盤CD+Blu-ray(KICS-93710)、通常盤CD(KICS-3710)の2種類で、Blu-rayには4thシングルと5thシングル、新曲1曲のミュージック・ビデオが収録されている。

## 背景
本作は2018年6月から7月にかけて開催された、水瀬の初めてのライブツアー『Inori Minase LIVE TOUR 2018 BLUE COMPASS』に向けて制作されたアルバムである。2018年3月18日に本作の発売と1stライブツアーの開催が発表された。アルバムの発売は2017年4月5日に発売された1stアルバム『Innocent flower』以来約1年ぶりで、その間に2枚のシングルが発売されている。水瀬のソロライブは2017年12月2日に開催された1stライブ『水瀬いのり1st LIVE Ready Steady Go!』以来で、ライブツアーの開催は水瀬の念願だった。
タイトルにはツアーを旅にたとえて旅に必要な「コンパス」という言葉が使われており、水瀬のイメージカラーである青を頭につけて「BLUE COMPASS」となった。また、水瀬はコンパスという言葉について「私を行きたい場所に導いてくれるファンの方への思いも込めていて」と話している。

## 構成、音楽性
このアルバムはシングル表題曲2曲と新曲10曲の12曲から構成されており、初回限定盤にはシングル2曲と新曲1曲のミュージックビデオが収録されている。リード曲はスマートフォンゲーム『乖離性ミリオンアーサー』の主題歌である「Million Futures」。1stアルバムでは等身大の水瀬を表現したのに対して、本作では「違う世界に行ってみたい」という水瀬の気持ちやファンへの思いを表現するというテーマで制作された。そのため、水瀬は1stアルバムで「自分が好きな方向性の楽曲」を選んだのに対して、本作では初挑戦となる楽曲が含まれていると話している。また、第一にライブで歌うことを前提に選んだとも話している。曲順については水瀬が「自分のカラー」とする応援歌の「ハートノイロ」を1曲目とし、中盤に「アルペジオ」や「Shoo-Bee-Doo-Wap-Wap!」など新鮮な楽曲が収録されている。水瀬の「最後にバラードをタイトル曲として置きたい」という希望から、上松範康が作曲したバラード曲のタイトルを「BLUE COMPASS」とした上で岩里祐穂がタイトルに合わせて作詞した楽曲がアルバムの最後に収録された。また、「Shoo-Bee-Doo-Wap-Wap!」、「シネマチックダイアリー」、「Sweet Melody」といった裏拍が強調された楽曲が多く収録されている。

## リリース、プロモーション
2018年5月23日にKING AMUSEMENT CREATIVEより発売された。販売形態は初回限定盤CD+Blu-rayと通常盤CDの2種類で、初回限定盤のBlu-rayには4thシングルと5thシングル、新曲1曲のミュージック・ビデオが収録されている。初回封入特典として「特製トレカ」が封入されたほかに、特定の販売店で購入した場合は先着で各チェーン店ごとにポスターやクリアファイル、缶バッジなどの特典が配布された。また、台湾盤が2018年5月25日にWarner Music Taiwan（中国語: 华纳音乐 (台湾)）より発売された。
リード曲「Million Futures」は2018年4月29日放送の文化放送のラジオ番組『水瀬いのり MELODY FLAG』で初めてオンエアされた。また、複数の雑誌やフリーペーパーにアルバムに関するインタビューや広告が掲載された。5月から6月にかけてJR東日本ほか31箇所に大型看板が掲出された。5月にはJR秋葉原駅・電気街口のデジタルサイネージ、秋葉原・ラジ館ビジョンでCMが放映されたほか、東京都内でアドトレーラーが運行された。5月から6月にかけて秋葉原のキングアミューズメントクリエイティブとパセラのコラボカフェ「K×P」でスペシャルコメントと「Million Futures」のミュージックビデオとCMが放映された。5月24日には発売を記念してニコニコ生放送で特番が生配信された。

## アートワーク
ジャケット写真は花びらのように広げたブルーのスカートがコンパスの針を模しており、タイトルである「BLUE COMPASS」の世界観が表現されている。

## コンサートツアー

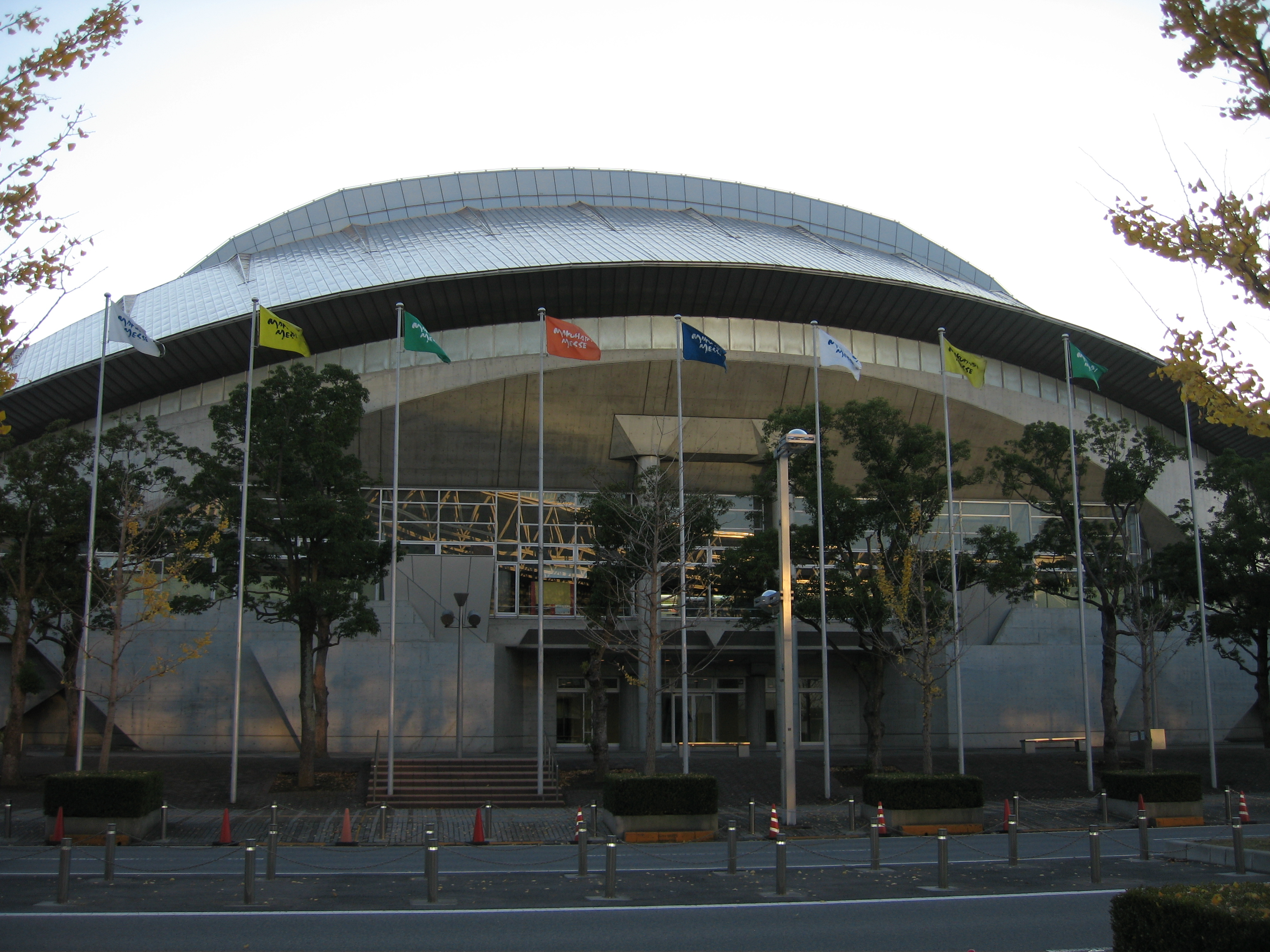
幕張公演が開催された幕張メッセイベントホール

本作の発売を受けて、水瀬の初めてのコンサートツアー『Inori Minase LIVE TOUR 2018 BLUE COMPASS』が愛知を皮切りに、石川、兵庫、千葉の全国4都市で開催された。最終日となる幕張公演では約8,000人を動員し、本作の収録曲やシングル曲を中心に22曲が披露された。1曲目としてアルバムの1曲目である「ハートノイロ」が披露され、本編の最後にはアルバムの最後の曲である「BLUE COMPASS」が披露された。幕張公演のアンコールでは水瀬としては初となるトロッコが使用され、「MELODY FLAG」と「Ready Steady Go!」が披露された。幕張公演ではダブルアンコールでキリンレモントリビュート企画で制作された楽曲である「まっすぐに、トウメイに。」が初めて披露された。
また、幕張公演において6thシングルと幕張公演のLIVE Blu-rayが発売されることが発表された。LIVE Blu-rayは2018年10月17日に発売され、2018年10月29日付のオリコン週間Blu-ray総合ランキングで3位を獲得した。プロモーションとして特定の販売店で購入した場合は各チェーン店ごとに全13種類のブロマイドやクリアファイルなどが特典として配布された。

## 収録内容
| #         | タイトル                   | 作詞                         | 作曲                         | 編曲                         | 時間  |
| --------- | -------------------------- | ---------------------------- | ---------------------------- | ---------------------------- | ----- |
| 1.        | 「ハートノイロ」           | Haggy Rock                   | Haggy Rock                   | 白戸佑輔                     | 4:15  |
| 2.        | 「Ready Steady Go!」       | 藤林聖子                     | 藤永龍太郎 (Elements Garden) | 藤永龍太郎 (Elements Garden) | 4:28  |
| 3.        | 「identity」               | 松原さらり                   | 南田健吾                     | 南田健吾                     | 3:43  |
| 4.        | 「Shoo-Bee-Doo-Wap-Wap!」  | 藤林聖子                     | 山下洋介                     | 山下洋介                     | 4:50  |
| 5.        | 「シネマチックダイアリー」 | 松井洋平                     | 石田秀登                     | EFFY                         | 4:50  |
| 6.        | 「アイマイモコ」           | Haggy Rock                   | Haggy Rock                   | 白戸佑輔                     | 4:22  |
| 7.        | 「これからも。」           | 磯谷佳江                     | 小野貴光                     | 玉木千尋                     | 4:34  |
| 8.        | 「アルペジオ」             | 山﨑佳祐                     | 山﨑佳祐                     | 山﨑佳祐                     | 4:44  |
| 9.        | 「Million Futures」        | RUCCA                        | 藤間仁 (Elements Garden)     | 藤間仁 (Elements Garden)     | 4:05  |
| 10.       | 「三月と群青」             | 藤永龍太郎 (Elements Garden) | 藤永龍太郎 (Elements Garden) | 藤永龍太郎 (Elements Garden) | 5:00  |
| 11.       | 「Sweet Melody」           | 大滝美乃莉                   | 長橋健一                     | 長橋健一                     | 4:32  |
| 12.       | 「BLUE COMPASS」           | 岩里祐穂                     | 上松範康 (Elements Garden)   | 藤間仁 (Elements Garden)     | 6:34  |
| 合計時間: | 合計時間:                  | 合計時間:                    | 合計時間:                    | 合計時間:                    | 55:57 |

| #  | タイトル                          | 作詞 | 作曲・編曲 |
| -- | --------------------------------- | ---- | ---------- |
| 1. | 「アイマイモコ」(MUSIC VIDEO)     |      |            |
| 2. | 「Ready Steady Go!」(MUSIC VIDEO) |      |            |
| 3. | 「Million Futures」(MUSIC VIDEO)  |      |            |

## 参加アーティスト
- All vocals & chorus：水瀬いのり

| ハートノイロ - Drums：髭白 健 - Bass：二家本亮介 - Guitar：堀崎 翔 - Piano & organ：岸田勇気 - Violin：高井敏弘、山岸 努 - Viola：中村洋乃理 - Cello：横岡絵里香 - All other instruments & programming：白戸佑輔 Ready Steady Go! - Drums：山内"masshoi"優 - Bass：山口寛雄 - Guitar：藤永龍太郎 - Piano & organ：宇都圭輝 - All other instruments & programming：藤永龍太郎 identity - Bass：二家本亮介 - Drums：渡邊シン - Programming & all other instruments：南田健吾(onetrap) Shoo-Bee-Doo-Wap-Wap! - Drums：髭白 健 - Bass：山口寛雄 - Guitar：菰口雄矢 - Trumpet：鈴木正則 - A.Sax & B.Sax：竹上良成 - Trombone：鹿討 奏 - Keyboard：山下洋介 - All other instruments & programming：山下洋介 シネマチックダイアリー - Guitar：渡辺格 - Bass：二家本亮介 - Drums：江口信夫 - Percussion：朝倉真司 - Strings：クラッシャー木村ストリングス - Keyboard & programming：EFFY(FirstCall) アイマイモコ - Drums：北村 望 - Percussion：岩澤 駿 - Bass：櫻井陸来 - Guitar：沢頭たかし - Violin：高井敏弘、横島礼理 - Viola：中村洋乃理 - Cello：村井 智 - All other instruments & programming：白戸佑輔 | これからも。 - Piano：友田ジュン - Bass：中村 圭 - Drums：裕木レオン - Strings：島田光理ストリングス - Guitar & programming：玉木千尋 アルペジオ - Programming & all other instruments：山﨑佳祐 (onetrap) Million Futures - Bass：須長和広 - E.Guitar：山本陽介 - A.Guitar：藤間仁 - Strings：室屋光一郎ストリングス - All other instruments & programming：藤間 仁 三月と群青 - Drums：髭白 健 - Bass：須長和広 - Guitar：藤永龍太郎 - All other instruments & programming：藤永龍太郎 Sweet Melody - Violin：中島優紀、吉田篤貴 - Viola：村松 龍 - Cello：内田麒麟 - A.Guitar：Agree2 (onetrap) - Bass：二家本亮介 - Drums：髭白 健 - Programming & all other instruments：長橋健一 (onetrap) BLUE COMPASS - Bass：須長和広 - Guitar：藤間 仁 - A.Piano：井上 薫 - Strings：室屋光一郎ストリングス - All other instruments & programming：藤間 仁 |

## メディアでの使用
| #  | 曲名                 | タイアップ                                               | 出典          |
| -- | -------------------- | -------------------------------------------------------- | ------------- |
| 2  | 「Ready Steady Go!」 | テレビ朝日系『musicる TV』12月度エンディングテーマ       | [ 27 ]        |
| 2  | 「Ready Steady Go!」 | Web番組『ガンガンGAちゃんねる』第44回エンディングテーマ  | [ 28 ] [ 29 ] |
| 6  | 「アイマイモコ」     | テレビアニメ『徒然チルドレン』オープニングテーマ         | [ 30 ]        |
| 9  | 「Million Futures」  | スマートフォンゲーム『乖離性ミリオンアーサー』新章主題歌 | [ 31 ]        |
| 11 | 「Sweet Melody」     | 文化放送『水瀬いのり MELODY FLAG』エンディングテーマ     | [ 32 ]        |

## リリース日一覧
| 地域 | リリース日    | レーベル                                       | 規格       | 規格品番   | 形態                                        |
| ---- | ------------- | ---------------------------------------------- | ---------- | ---------- | ------------------------------------------- |
| 日本 | 2018年5月23日 | KING AMUSEMENT CREATIVE                        | CD+Blu-ray | KICS-93710 | 初回限定盤 特製BOX、別冊40Pフォトブック付。 |
| 日本 | 2018年5月23日 | KING AMUSEMENT CREATIVE                        | CD         | KICS-3710  | 通常盤                                      |
| 台湾 | 2018年5月25日 | Warner Music Taiwan（中国語: 华纳音乐 (台湾)） | CD+DVD     | 5419701356 | フォトブック付。                            |

## チャート
| チャート                                    | 最高 順位 | 出典   |
| ------------------------------------------- | --------- | ------ |
| 日本・オリコン 週間CDアルバムランキング     | 7         | [ 1 ]  |
| 日本・オリコン デイリーCDアルバムランキング | 5         | [ 2 ]  |
| Billboard JAPAN Hot Albums                  | 6         | [ 33 ] |
| Billboard JAPAN Top Albums Sales            | 6         | [ 34 ] |